# Joseph Fiennes
Joseph Fiennes, nome completo Joseph Alberic Twisleton-Wykeham-Fiennes (Salisbury, 27 maggio 1970), è un attore britannico.

## Biografia
Nato a Salisbury ma cresciuto a West Cork in Irlanda, da una famiglia aristocratica di origini normanne, è figlio del fotografo Mark Twisleton-Wykeham-Fiennes (morto nel 2005 a 71 anni) e della scrittrice e pittrice Jennifer Lash (morta di cancro al seno nel 1993, a 55 anni). La sorella Martha lavora come regista, mentre suo fratello è l'attore Ralph Fiennes (famoso per il ruolo di Amon Göth in Schindler's list e di Lord Voldemort nella saga di Harry Potter). È cugino di terzo grado del famoso esploratore Sir Ranulph Fiennes e di ottavo grado del re Carlo III, mentre suo nipote, Hero Fiennes-Tiffin, ha interpretato Tom Riddle (Voldemort) da bambino in Harry Potter e il principe mezzosangue.
La famiglia si spostò in Irlanda nel 1973, stabilendosi prima nel West Cork poi per alcuni anni nella contea di Kilkenny. Successivamente si trasferì a Salisbury, in Inghilterra, dove Joseph terminò gli studi prima di entrare nel Chelsea College of Art. Dopo aver abbandonato gli studi presso la scuola d'arte, si iscrisse alla "Guildhall School of Music and Drama" e successivamente collaborò con la "Young Vic Youth Theatre". Debuttò sul grande schermo nel 1996, nel film Io ballo da sola di Bernardo Bertolucci, e in seguito recita in Elizabeth di Shekhar Kapur e Shakespeare in Love al fianco di Gwyneth Paltrow, che gli fruttò la candidatura come miglior attore protagonista ai Premi BAFTA e agli Screen Actors Guild Awards.
Nel 2001 è nel cast de Il nemico alle porte di Jean-Jacques Annaud, nel 2003 fu protagonista nel film Luther - Genio, ribelle, liberatore e nel 2004 recita al fianco di Al Pacino ne Il mercante di Venezia. Nel 2006 lavora in Correndo con le forbici in mano con Annette Bening e in Il colore della libertà - Goodbye Bafana di Bille August. Nel 2008 partecipa al film Il Barone Rosso. Nel 2009 è protagonista della serie televisiva FlashForward. Nel 2012 viene scelto nel cast della seconda stagione della serie antologica American Horror Story: Asylum, interpretando uno degli antagonisti della serie, l'ambizioso e corrotto Monsignor Timothy Howard. Dal 2017 è tra gli interpreti principali della serie tv The Handmaid's Tale, in cui ricopre il ruolo del comandante Fred Waterford, per il quale nel 2018 ottiene una candidatura agli Emmy Awards.

### Vita privata
Precedentemente fidanzato con l'attrice Natalie Mendoza, nell'agosto del 2009 si è sposato in Italia, a Barga, con la modella svizzero-iberica Maria Dolores Dieguez. La coppia ha avuto due bambine, Sam, nata l'8 marzo 2010, e Isabel, nata il 29 dicembre 2011.

## Filmografia

### Cinema
- Io ballo da sola (Stealing Beauty), regia di Bernardo Bertolucci (1996)
- Martha da legare (Martha, Meet Frank, Daniel and Laurence), regia di Nick Hamm (1998)
- Elizabeth, regia di Shekhar Kapur (1998)
- Shakespeare in Love, regia di John Madden (1998)
- Le due verità (Forever Mine), regia di Paul Schrader (1999)
- Rancid Alluminium, regia di Edward Thomas (2000)
- Il nemico alle porte (Enemy at the Gates), regia di Jean-Jacques Annaud (2001)
- Dust, regia di Milčo Mančevski (2001)
- Leo, regia di Mehdi Norowzian (2002)
- Killing Me Softly - Uccidimi dolcemente (Killing Me Softly), regia di Chen Kaige (2002)
- Luther - Genio, ribelle, liberatore (Luther), regia di Eric Till (2003)
- Il mercante di Venezia (The Merchant of Venice), regia di Michael Radford (2004)
- The Great Raid - Un pugno di eroi (The Great Raid), regia di John Dahl (2005)
- Man to Man, regia di Régis Wargnier (2005)
- The Darwin Awards - Suicidi accidentali per menti poco evolute (The Darwin Awards), regia di Finn Taylor (2006)
- Correndo con le forbici in mano (Running with Scissors), regia di Ryan Murphy (2006)
- Il colore della libertà - Goodbye Bafana (Goodbye Bafana), regia di Bille August (2007)
- Prison Escape (The Escapist), regia di Rupert Wyatt (2008)
- Il barone rosso (Der rote Baron), regia di Nikolai Müllerschön (2008)
- Spring 1941, regia di Uri Barbash (2008)
- Controcorrente (Against the Current), regia di Peter Callahan (2009)
- Hercules - Il guerriero (Hercules), regia di Brett Ratner (2014)
- L'inventore di giochi (The Games Maker), regia di Juan Pablo Buscarini (2014)
- Strangerland, regia di Kim Farrant (2015)
- Risorto (Risen), regia di Kevin Reynolds (2016)
- Sulle ali delle aquile (On Wings of Eagles), regia di Stephen Shin e Michael Parker (2016)
- The Mother, regia di Niki Caro (2023)

### Televisione
- FlashForward - serie TV, 22 episodi (2009-2010)
- Camelot - serie TV, 10 episodi (2011)
- American Horror Story - serie TV, 10 episodi (2012-2013)
- The Handmaid's Tale - serie TV (2017-2021)
- Ti porto io in Egitto con Ranulph e Joseph Fiennes (Fiennes: Return to the Nile) – miniserie TV, 3 puntate (2019)

## Teatro (parziale)
- La donna in nero di Stephen Mallatratt, regia di Robin Herford. Fortune Theatre di Londra (1993)
- Un mese in campagna di Ivan Sergeevič Turgenev, regia di Bill Bryden. Yvonne Arnaud Theatre di Guildford, Albery Theatre di Londra (1994)
- Uno sguardo dal ponte di Arthur Miller, regia di David Thacker. Tour britannico (1994), Strand Theatre di Londra (1995)
- Son of Man di Dennis Potter, regia di Bill Bryden. Barbican Theatre di Londra (1995)
- Les Enfants Du Paradis di Jacques Prevert, regia di Simon Callow. Barbican Theatre di Londra (1995)
- Come vi piace di William Shakespeare, regia di Steven Pimlott. Royal Shakespeare Theatre di Stratford-upon-Avon (1996), Barbican Theatre di Londra (1997)
- The Herbal Bed di Peter Whelan, regia di Michael Attenborough. The Other Place di Stratford-upon-Avon (1996)
- Troilo e Cressida di William Shakespeare, regia di Ian Judge. Barbican Theatre di Londra (1996)
- Real Classy Affair di Nick Grosso, regia di James Macdonald. Royal Court Theatre e Ambassadors Theatre di Londra (1998)
- Edoardo II di Christopher Marlowe, regia di Michael Grandage. Crucible Theatre di Sheffield (2001)
- Pene d'amor perdute di William Shakespeare, regia di Trevor Nunn. National Theatre di Londra (2003)
- Epitaph for George Dillon di John Osborne, regia di Peter Gill. Comedy Theatre di Londra (2005)
- Cyrano de Bergerac di Edmond Rostand, regia di Trevor Nunn. Chichester Theatre Festival di Chichester (2009)
- Ross di Terence Rattigan, regia di Adrian Noble. Chichester Theatre Festival di Chichester (2016)
- Dear England di James Graham, regia di Rupert Goold. National Theatre e Prince Edward Theatre di Londra (2023)

## Doppiatori italiani
Nelle versioni in italiano delle opere in cui ha recitato, Joseph Fiennes è stato doppiato da:
- Christian Iansante in Shakespeare in Love, Le due verità, Il nemico alle porte, Leo, Il mercante di Venezia, Prison Escape, Camelot, American Horror Story, Shakespeare Uncovered, L'inventore di giochi, Sulle ali delle aquile, The Mother
- Riccardo Rossi in Martha da legare, Rancid Aluminium, Controcorrente, Strangerland, Risorto
- Alessio Cigliano in Dust, The Darwin Awards - Suicidi accidentali per menti poco evolute, Sulle ali delle aquile
- Fabio Boccanera in The Great Raid - Un pugno di eroi, FlashForward
- Massimiliano Virgilii in Correndo con le forbici in mano
- Adriano Giannini ne Il colore della libertà - Goodbye Bafana
- Roberto Pedicini in Killing Me Softly - Uccidimi dolcemente
- Simone D'Andrea in Luther - Genio, ribelle, liberatore
- Francesco Prando in Io ballo da sola
- Vittorio Guerrieri in Elizabeth
- Emiliano Reggente ne Il Barone Rosso
- Carlo Scipioni in Hercules - Il guerriero
- Ruggero Andreozzi in The Handmaid's Tale

Da doppiatore è sostituito da:
- Riccardo Rossi in Sinbad - La leggenda dei sette mari

## Riconoscimenti
- 1999 – Premio BAFTA
  - Nomination Miglior attore protagonista per Shakespeare in Love
- 1999 – Screen Actors Guild Award
  - Nomination Miglior attore protagonista per Shakespeare in Love
- 1998 – Chicago Film Critics Association Award
  - Miglior performance rivelazione per Shakespeare in Love
- 1998 – Las Vegas Film Critics Society Award
  - Attore più promettente per Shakespeare in Love
- 1999 – MTV Movie Award
  - Miglior bacio condiviso con Gwyneth Paltrow per Shakespeare in Love
  - Nomination Migliore performance rivelazione maschile  per Shakespeare in Love
- 1999 – Critics' Choice Movie Award
  - Miglior rivelazione per Shakespeare in Love
- 1999 – Teen Choice Awards
  - Nomination Scena più sexy  condivisa con Gwyneth Paltrow per Shakespeare in Love
- 1999 – Blockbuster Entertainment Award
  - Miglior attore esordiente  per Shakespeare in Love
- 1999 – Online Film & Television Association
  - Nomination Miglior attore in un film commedia o musicale per Shakespeare in Love